# Панков, Николай Александрович (военачальник)
Никола́й Алекса́ндрович Панко́в (род. 2 декабря 1954, д. Марьино, Кадыйский район, Костромская область) — российский военачальник. Статс-секретарь — заместитель министра обороны Российской Федерации (13 сентября 2005 — 17 июня 2024), генерал армии запаса. Действительный государственный советник Российской Федерации 1 класса (2011). Кандидат юридических наук, доцент.
С 2022 года, за поддержку российской военной агрессии против Украины, находится под санкциями всех стран Европейского союза, Великобритании и ряда других стран

## Биография
Николай Александрович Панков родился 2 декабря 1954 года в селе Марьино Кадыйского района Костромской области. В 1974 году призван на срочную службу в Вооружённые Силы. Служил в пограничных войсках СССР, в Северо-Западном пограничном округе. После увольнения в запас в 1976 году поступил на службу в органы Комитета государственной безопасности СССР. В 1980 году окончил Высшую школу КГБ СССР имени Ф. Э. Дзержинского, оставлен в ней для преподавательской работы, в 1989 году окончил аспирантуру при ней. С 1994 года — учёный секретарь Академии ФСБ России.
В 1997—1998 годах — начальник Управления делами Федеральной пограничной службы Российской Федерации.
С 1998 года — руководитель аппарата Совета Безопасности Российской Федерации.
В апреле 2001 года в команде Сергея Иванова переведён в Министерство обороны Российской Федерации на должность начальника Управления делами министерства. Уже в июле 2001 года назначен начальником Главного управления кадров Министерства обороны Российской Федерации. С июня 2002 года — заместитель Министра обороны Российской Федерации по кадрам — начальник Главного управления кадров Минобороны России. Находясь в данной должности курировал систему высших учебных заведений Министерства обороны.
Указом Президента Российской Федерации от 12 июня 2004 года присвоено воинское звание «генерал армии». В октябре 2004 года назначен начальником Службы кадровой и воспитательной работы Министерства обороны.
С сентября 2005 года — статс-секретарь Министерства обороны — заместитель министра обороны. В его ведении находились Главное управление кадров, Главное управление воспитательной работы, Главное управление государственной службы Министерства обороны России. По должности осуществляет общее руководство Военным университетом, Военным институтом физической культуры и рядом довузовских учебных заведений Минобороны России. После создания в 2018 году Главного военно-политического управления Вооружённых сил Российской Федерации, которое возглавил заместитель Министра обороны генерал-полковник Андрей Картаполов, часть органов военного управления, за которые отвечал Панков, перешли ему, а в ведении Панкова остались Главное управление кадров и Управление физической подготовки и спорта.
30 марта 2009 года уволен с военной службы в запас и переведён в разряд федеральных государственных служащих с сохранением должности статс-секретаря — заместителя министра обороны Российской Федерации.
17 июня 2011 года присвоен высший классный чин государственного федерального служащего — Действительный государственный советник Российской Федерации 1 класса.
После увольнения Анатолия Сердюкова и назначения на должность Министра обороны России Сергея Шойгу в ноябре 2012 года, Николай Панков — один из немногих, сохранивших за собой пост заместителя Министра обороны.
С 15 апреля 2015 года возглавляет наблюдательный совет Центрального спортивного клуба Армии. С 2015 по 2018 год курировал Всероссийское военно-патриотическое общественное движение «Юнармия».
17 июня 2024 года был освобождён от должности статс-секретаря — заместителя Министра обороны Российской Федерации.
Женат. Имеет сына и дочь.

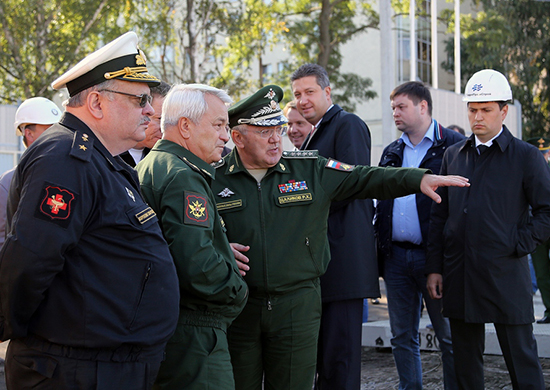
С заместителем Министра обороны Русланом Цаликовым. Санкт-Петербург, 12 сентября 2015.
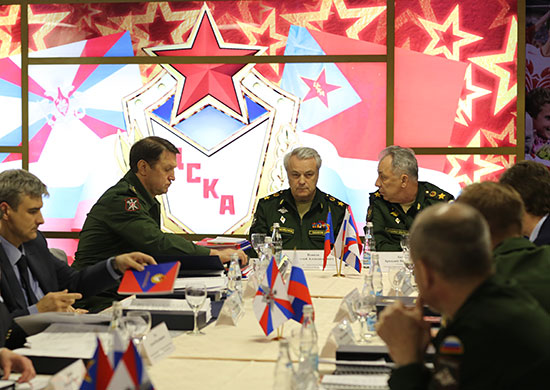
На заседании наблюдательного совета ЦСКА, 15 апреля 2015.
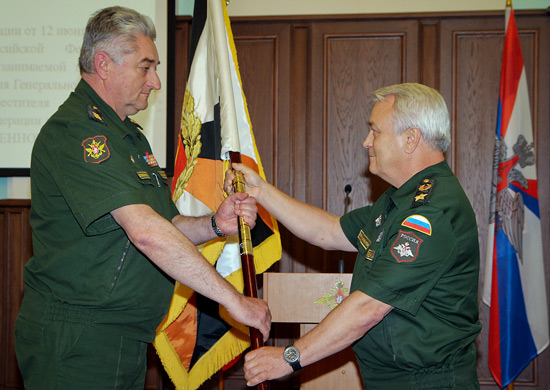
Передача штандарта командующему войсками ЦВО Владимиру Зарудницкому, 16 июня 2014.
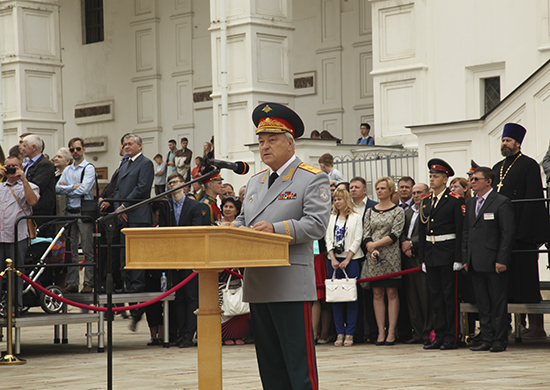
Вручение дипломов воспитанникам московских военных училищ, 20 июня 2015.

## Классные чины
- Действительный государственный советник Российской Федерации 1 класса (17 июня 2011 года)[6]
- Действительный государственный советник Российской Федерации 2 класса (30 апреля 2010 года)[7]

## Критика и выявленные нарушения
- Под руководством Панкова из армии было уволено 200 тысяч офицеров. Это сокращение личного состава российских Вооружённых сил, ориентировочно, обошлось государству в 1,65 триллиона рублей.[8]
- Панков сыграл ключевую роль в скандале с «дачей Сердюкова» около Анапы. Он приезжал в Анапу, где убедил городских депутатов передать министерству обороны участок по адресу Краснодарский край, г. Анапа, пос. Большой Утриш, ул. Набережная, 1а, «База отдыха „Большой Утриш“» — якобы для строительства радиолокационной станции, без которой «упадёт обороноспособность страны». Депутаты землю выделили, но вместо РЛС был построен жилой дом площадью 600 м² с бассейном и эллингом для яхт.[9]
- В декабре 2010 года Министерство обороны заключило договор с ООО «Невисс-Комплект» на переезд фондов и экспозиций Центрального военно-морского музея в Санкт-Петербурге из здания Биржи на Стрелке Васильевского острова в Крюковские казармы на площади Труда. Курировал переезд музея в новое здание статс-секретарь Панков. В декабре 2012 года им подписан акт о выполнении всех работ о переезде «под ключ». Главное военно-следственное управление выяснило, что значительная часть оплаты была произведена на основании фиктивных отчётных документов. Панков подписал акт сдачи-приёмки работ «под ключ», хотя работы были недовыполнены почти наполовину, без его подписи преступники не могли бы получить доступ к деньгам. На этапе следствия выяснили, что указанными действиями государству причинён ущерб на сумму более 400 миллионов рублей. Участники аферы получили реальные тюремные сроки, Панков осуждён не был, несмотря на то, что подсудимые называли его ключевым участником аферы, но был обязан возместить около 600 миллионов рублей, как установил суд в результате разбирательств[10].

## Международные санкции
С 6 октября 2022 года, за поддержку российской военной агрессии против Украины, находится под санкциями всех стран Европейского союза:

Он принимал участие в развертывании войск в Украине. Кроме того, в своих публичных выступлениях он открыто поддерживал и оправдывал агрессивную войну России против Украины. Он также награждал российских десантников за участие в агрессивной войне против Украины. Его действия свидетельствуют о том, что он активно поддерживает и оправдывает агрессивную войну России против Украины.— «Официальный журнал Европейского союза», Брюссель, 6 октября 2022 года
21 марта 2023 года попал под санкции Великобритании так как в своей должности «он оказывает поддержку и осуществляет контроль над российскими вооруженными силами, участвующими во вторжении в Украину». 15 апреля 2023 года включен в санкционный список Канады «лиц причастных к войне Путина».
По аналогичным основаниям, с 25 февраля 2022 года находится под санкциями Австралии, с 18 марта 2022 года находится под санкциями Японии, с 12 октября 2022 года находится под санкциями Швейцарии, с 19 октября 2022 рода находится под санкциями Украины.

## Награды
- Орден «За заслуги перед Отечеством» II степени;
- орден «За заслуги перед Отечеством» III степени[22];
- орден «За заслуги перед Отечеством» IV степени;
- орден Александра Невского (2014)[23];
- орден Почёта;
- медаль «100 лет профсоюзам России» Федерации независимых профсоюзов России, (14 июля 2006) — за активную поддержку социальных программ профсоюза военнослужащих, развитие сотрудничества и взаимодействия с ФНПР[24];
- медали СССР.
- медали РФ;
- лауреат Государственной премии Российской Федерации имени Маршала Советского Союза Г. К. Жукова в области литературы и искусства (2016)[25];
- почётный знак Государственной думы Российской Федерации (2018)[26];
- медаль «Труд. Доблесть. Честь» (Костромская область, 27 ноября 2014) — за заслуги в деятельности, способствующей развитию Костромской области и повышению её авторитета в Российской Федерации[27].